# كريستوفر دوفي (مؤرخ عسكري)
كريستوفر دوفي (بالإنجليزية: Christopher Duffy)‏ هو مؤرخ عسكري بريطاني، ولد في 1936.